# 单宝风
單寶風（1962年6月—），男，漢族，大學學歷。1983年9月參加工作，中國共產黨黨員。

## 生平
2009年3月，獲任命為河北省發展和改革委員會副主任、省能源局局長。2014年1月，升任河北省駐北京辦事處主任。2017年1月，轉任河北省交通運輸廳廳長。2020年6月，接任河北省發展和改革委員會主任。